# Gradius Deluxe Pack
Gradius Deluxe Pack es un pack de 2 juegos de la saga Gradius, lanzado en Japón para la Sega Saturn, PlayStation y PC en 1996, desarrollados por Konami.
Gradius Deluxe Pack contiene los siguientes videojuegos:
- Gradius, versión arcade.
- Gradius II, versión arcade.

## Adiciones del pack
Este pack incluye una serie de mejoras y extras respecto a los originales:
- Inclusión de 6 modos de dificultad.
- Posibilidad de activar/desactivar las ralentizaciones de los originales.
- Diversos modos de vista, tamaño real o completo.
- Video realizado para el recopilatorio en cuestión.